# Station Pontgibaud
Station Pontgibaud is een spoorwegstation in de Franse gemeente Pontgibaud.

## Foto's

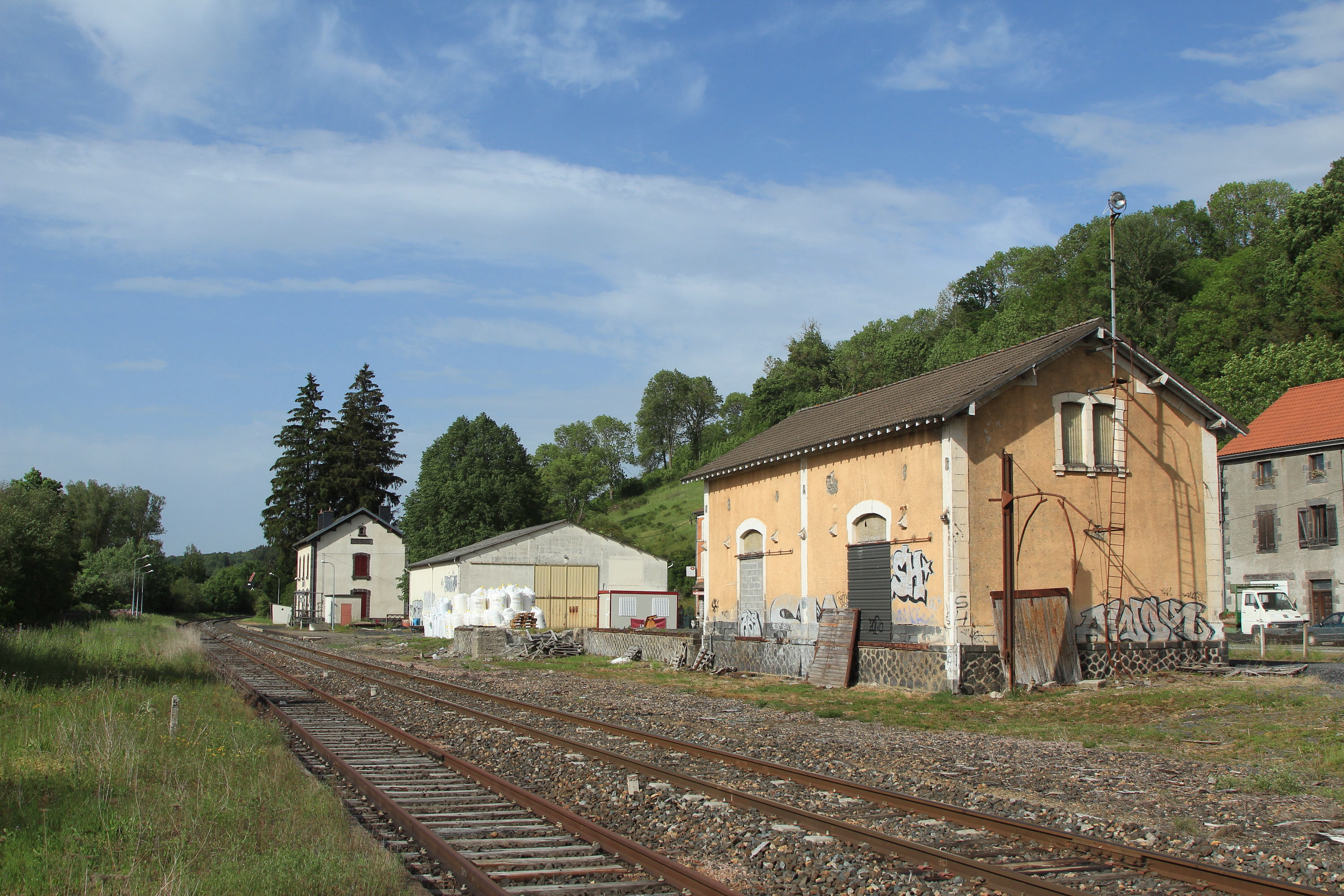